# Heteroconis axeli
Heteroconis axeli är en insektsart som beskrevs av New in New och Sudarman 1988. Heteroconis axeli ingår i släktet Heteroconis och familjen vaxsländor. Inga underarter finns listade i Catalogue of Life.